# Malcolm, Nebraska
Malcolm är en ort (village) i Lancaster County i Nebraska. Orten har fått namn efter markägaren Malcolm A. Showers. Vid 2010 års folkräkning hade Malcolm 382 invånare.